# Cantone di Anglès
Il Cantone di Anglès era una divisione amministrativa dell'arrondissement di Castres.
È stato soppresso a seguito della riforma complessiva dei cantoni del 2014, che è entrata in vigore con le elezioni dipartimentali del 2015.
Comprendeva i comuni di:
- Anglès
- Lamontélarié
- Lasfaillades